# NGC 5696
NGC 5696 é uma galáxia espiral (Sbc) localizada na direcção da constelação de Boötes. Possui uma declinação de +41° 49' 42" e uma ascensão recta de 14 horas, 36 minutos e 57,0 segundos.
A galáxia NGC 5696 foi descoberta em 18 de Março de 1787 por William Herschel.